# Cachipacanan
Cachipacanan es un despoblado peruano ubicado en el distrito de Gorgor, perteneciente a la provincia de Cajatambo del departamento de Lima, al centro oeste del Perú. 

## Ubicación
Cachipacanan se ubica al sur de la provincia de Cajatambo, en el distrito de Gorgor, en el departamento de Lima.

## Demografía
En 1993 Cachipacanan tenía una población de 8 habitantes, mientras en 2017 no tuvo a ningún habitante empadronado, y tenía 2 viviendas.
| Gráfica de evolución demográfica de Cachipacanan entre 1993 y 2017 |
|                                                                    |
| Fuentes: Población 1993 y 2017                                     |